# Cremastosperma panamense
Cremastosperma panamense Maas – gatunek rośliny z rodziny flaszowcowatych (Annonaceae Juss.). Występuje endemicznie w Panamie.

## Morfologia
PokrójZimozielone drzewo lub krzew dorastające do 1,5–7 m wysokości.
LiścieMają eliptyczny kształt. Mierzą 7–22 cm długości oraz 2–7 cm szerokości. Nasada liścia jest klinowa lub rozwarta. Blaszka liściowa jest całobrzega o spiczastym wierzchołku. Ogonek liściowy jest nagi i dorasta do 2–10 mm długości.
KwiatyZebrane w pęczki. Rozwijają się w kątach pędów. Działki kielicha mają owalny kształt i dorastają do 2–3 mm długości. Płatki mają eliptycznie owalny kształt i osiągają do 7–25 mm długości. Kwiaty mają 35 słupków.
OwoceTworzą owoc zbiorowy. Mają kulisty kształt.

## Biologia i ekologia
Rośnie w lasach. Występuje na wysokości do 1000 m n.p.m.